# Nariz (Aveiro)
Nariz is een plaats (freguesia) in de Portugese gemeente Aveiro en telt 1 467 inwoners (2001).